# Asphalt 4: Elite Racing
Asphalt 4: Elite Racing (укр. Асфальт 4: Елітні перегони) — перегонова відеогра 2008 року, розроблена та опублікована Gameloft. Четверта велика гра серії Asphalt. Вона вийшла на iOS та iPod 28 серпня 2008 року, на N-Gage 20 січня 2009 року, на мобільні телефони в середині липня 2008 року й на DSiWare 6 липня 2009 року. Ця гра стала першою грою в серії Asphalt, випущеною для iOS. Гру було вилучено з магазинів пізніше, у 2014 році, після того, як її наступницю Asphalt 5 було видалено з App Store.

## Ігровий процес
Основний ігровий процес передбачає, що гравець починає з одного або двох найпростіших автомобілів і заробляє гроші, перемагаючи в перегонах і виконуючи незаконні дії. Гроші можна витратити на модернізацію старих автівок або на купівлю нових. Ігрові режими включають «Розтрощи усіх», де гравець повинен знищити машини якомога більшої кількості суперників, і «Поліційна погоня», де він міняється ролями з поліціянтом, який намагається зловити машину, що лідирує в нелегальних вуличних перегонах.

## Розробка
Asphalt 4: Elite Racing було розроблено 2008 року для iOS і iPod з коліщатком керування (Click Wheel).

## Огляди
| Агрегатор    | Оцінка           |
| ------------ | ---------------- |
| GameRankings | iOS: 90% DS: 78% |
| Metacritic   | DS: 78/100       |

| Видання       | Оцінка                    |
| ------------- | ------------------------- |
| IGN           | DS: 7.8/10 Mobile = 9/10  |
| Nintendo Life | DS: 8/10                  |
| Pocket Gamer  | N-Gage: 4/5 Mobile: 3.5/5 |

Asphalt 4: Elite Racing отримала «загалом схвальні відгуки» за версією агрегатора рецензій Metacritic.